# Stefan Adamczak
Stefan Adamczak (ur. 27 listopada 1892 w Mansfeld, zm. we wrześniu 1939 koło Katowic) – polski lekkoatleta, tyczkarz i wieloboista. Olimpijczyk i wielokrotny mistrz Polski. Chorąży Wojska Polskiego.

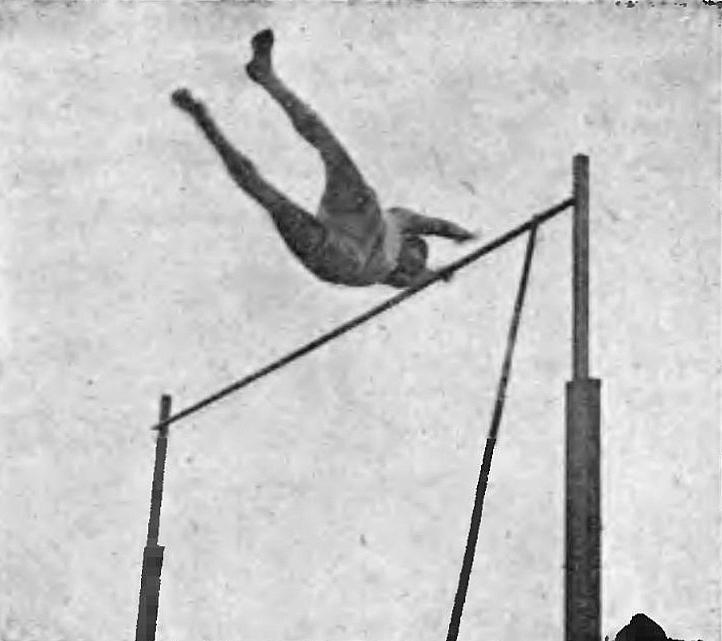
Stefan Adamczak w skoku o tyczce podczas MP 1924

## Życiorys
Urodził się 27 listopada 1892 w Mansfeld w Cesarstwie Niemieckim. Zdobył zawód ślusarza.
W okresie od 15 października 1913 do 13 grudnia 1918 służył w armii niemieckiej. Kilkakrotnie ranny, kończy ją w stopniu sierżanta. W kwietniu 1919 przyjechał do Poznania i wstąpił tamtejszej Straży Ludowej. Jako ochotnik 12 kwietnia 1919 wstąpił do Wojska Polskiego. W latach 1919–1921 brał udział w walkach polsko-ukraińskich i wojnie polsko-bolszewickiej (jako sierżant liniowy 68 pułku piechoty). Ranny w boju pod Królewszczyzną (21 maja 1920), za czyny bojowe otrzymał Krzyż Walecznych (1922). 1 maja 1921 awansował do stopnia chorążego zawodowego. Po odbyciu przeszkolenia, w kwietniu 1921 został instruktorem w Centralnej Wojskowej Szkole Gimnastyki i Sportów w Poznaniu (w zakresie zajęć praktycznych z gimnastyki, lekkiej atletyki i gier zespołowych). W okresie od listopada 1929 do 1938 był instruktorem w Okręgowym Ośrodku Wychowania Fizycznego w Poznaniu. Do wybuchu II wojny światowej pracował jako trener lekkiej atletyki (Katowice).
Sportową pasję przejawiał już w okresie nauki szkolnej (uprawiał gimnastykę, lekką atletykę i piłkę nożną). Karierę sportową rozpoczynał w klubie „Sokół Bochum” (1911), gdzie był jednym z najpopularniejszych zawodników. Po przybyciu do Poznania poświęcił się, od sierpnia 1920, uprawianiu lekkiej atletyki. Zawodnik klubów: „Pogoń Poznań” (1920–1922), „Pentatlon Poznań” (1923–1924), „AZS Poznań” (1925–1926 i 1931), „AZS Warszawa” (1927–1930) i „Warta Poznań” (1932–1935). Specjalizował się w skoku o tyczce i 10-boju. Rekord życiowy w skoku o tyczce wynosił 3,705 m (14 września 1930, Brno).
Olimpijczyk z Paryża 1924, w swej koronnej konkurencji, skoku o tyczce, nie uzyskał minimum kwalifikacyjnego 3,66 m (skoczył 3,20 m), odpadł z konkurencji. Ostatecznie w konkursie olimpijskim zajął 15. miejsce. W 1928 był objęty przygotowaniami olimpijskimi, lecz mimo że był wówczas najlepszym tyczkarzem w kraju, na igrzyskach w Amsterdamie nie wystąpił. W latach 1922–1931 14 razy występował w meczach międzypaństwowych lekkoatletycznej reprezentacji Polski.
10-krotny mistrz kraju. Tytuły mistrzowskie zdobywał w następujących konkurencjach: skok o tyczce (1921, 1923, 1924, 1925, 1927, 1928, 1929, 1930 i 1931) i dziesięciobój (1925). 2-krotny wicemistrz Polski w skoku o tyczce (1926 i 1932). 3-krotnie zdobywał brązowe medale Mistrzostw Polski: dziesięciobój (1923 i 1924) i rzut dyskiem (1925).
Oprócz lekkiej atletyki uprawiał piłkę nożną, szermierkę, koszykówkę, tenis i narciarstwo. Grał w piłkarskiej reprezentacji Poznania (1921–1923). Karierę sportową zakończył w 1935. Sportowiec o ogromnej pracowitości, ambicji, konsekwentnie zmierzający do celu. Był stawiany za wzór żołnierza i sportowca.
We wrześniu 1939 walczył w obronie Katowic i tam zginął.

## Życie prywatne
6 maja 1920 ożenił się z Heleną Czarnecką. Mieli trzech synów: Stanisława Stefana (ur. 1922), Jerzego Antoniego (ur. 1931) i Stefana Zygmunta (ur. 1932).

## Odznaczenia
- Krzyż Walecznych (1922)
- Srebrny Krzyż Zasługi (19 marca 1931)[7]
- Brązowy Krzyż Zasługi
- Medal Pamiątkowy za Wojnę 1918–1921[8]
- Medal Dziesięciolecia Odzyskanej Niepodległości[8]
- Odznaka za Rany i Kontuzje[8]